# Línea H (AUVASA)
La línea H de AUVASA une el paseo de Zorrilla de Valladolid, en el nudo de comunicaciones de la plaza de Juan de Austria, con el Hospital Río Hortega a través del barrio de Las Delicias. Tiene servicio de lunes a viernes laborables. Sirve de lanzadera para enlazar con gran parte de las líneas de autobús que provienen o se dirigen al sur de la ciudad.

## Frecuencias
La línea H es una línea A Horario por lo que se indican todos los horarios de salida (horario de invierno, de septiembre a junio):
| DÍA                | LUGAR DE SALIDA    | HORARIOS DE SALIDA |
| ------------------ | ------------------ | --- |
| Laborables         | PASEO ZORRILLA, 71 | 7:20 7:40 8:00 8:20 8:40 9:00 9:20 9:40 10:00 10:38 10:58 11:18 11:38 11:58 12:18 12:38 12:58 13:18 13:38 13:58 14:18 14:35 14:58 15:16 15:38 15:56 16:18 16:35 16:58 17:30 17:52 18:12 18:32 18:52 19:12 19:32 19:52 20:12 20:32 20:52 21:12 21:32 21:52 22:10       |
| Laborables         | HOSPITAL           | 7:20 7:45 8:05 8:25 8:45 9:05 9:25 9:45 10:09 10:29 10:58 11:18 11:38 11:58 12:18 12:38 12:58 13:18 13:38 13:58 14:20 14:38 15:00 15:18 15:36 15:58 16:16 16:38 17:02 17:25 17:50 18:12 18:32 18:52 19:12 19:32 19:52 20:12 20:32 20:52 21:12 21:32 21:52 22:12 22:30 |
| Sábados y festivos | SIN SERVICIO       | - |

## Paradas
Nota: Al pinchar sobre los enlaces de las distintas paradas se muestra cuanto tiempo queda para que pase el autobús por esa parada.
| Hacia Hospital Río Hortega                      | Correspondencia con líneas: |
| ----------------------------------------------- | --------------------------- |
| Pº Zorrilla 71 esq. Arzobispo García Goldáraz   | 16 23                       |
| Pº Zorrilla 166 fte. LAVA                       | 1 2 5 16 18 19 23 26 C1 F1  |
| C/ Arca Real Centro Madrid                      | C1                          |
| C/ Padre Benito Menni esq. Caamaño              | 4 C1                        |
| C/ Víctimas del Terrorismo esq. Ctra. Segovia   | 4 6 19                      |
| C/ Víctimas del Terrorismo Hospital Río Hortega | 4 6 19                      |
| Hacia Pº Zorrilla, 71                           |                             |
| C/ Víctimas del Terrorismo Hospital Río Hortega | 4 6 19                      |
| Ctra. Segovia esq. Víctimas del Terrorismo      | 6 14                        |
| C/ Padre Benito Menni fte. 6 esq. Caamaño       | 4                           |
| C/ Arca Real fte. Centro Madrid                 | C2                          |
| Pº Zorrilla 101 LAVA                            | 1 2 5 16 18 19 23 26 C2 F1  |
| Pº Zorrilla 71 esq. Arzobispo García Goldáraz   | 16 23                       |